# بدر شاكر السياب
بَدْر شَاكِرٍ السَّيَّاب (1926 - 1964)، شاعر عراقي ولد في قرَية جِيْكُور في محافظة البصرة في جنوب العراق، يعد واحدًا من الشعراء المشهورين في الوطن العربي في القرن العشرين، وأحد مؤسسي الشعر الحر في الأدب العربي.

## حياته
وُلد بدر شاكر السيّاب في قرية جيكور عام 1926، وهي قرية صغيرة تابعة لقضاء أبي الخصيب في محافظة البصرة، توفيت والدته عندما كان عمره ست سنوات، وكان لوفاتها أعمق الأثر في حياته. أتمّ دروسه الابتدائية في مدرسة (باب سليمان) التي كانت تتكون من أربعة صفوف وتبعد حوالي 10 كيلو متر عن منزله ثم انتقل إلى مدرسة (المحمودية) وتبعد عن (باب سليمان) 3 كيلومترات اضافية وبعدها انتقل إلى مدينة البصرة وتابع فيها دروسه الثانوية، ثم انتقل إلى العاصمة بغداد حيث التحق بدار المعلمين العالية، واختار لنفسه تخصص اللغة العربيّة وقضى سنتين في تعلم الأدب العربي تتبّع ذوق وتحليل واستقصاء؛ ثم التحق بفرع اللغة الإنجليزية. ومن خلال تلك الدراسة أتيحت لهُ الفرصة للاطلاع على الأدب الإنجليزي بكل تفرعاته، وصار متخصص في اللغة الإنكليزية لإتقانهِ العربية.
تخرّج السيّاب من الجامعة عام 1948، وفي تلك الأثناء عُرف بميوله السياسية اليسارية كما عُرف بنضاله الوطني في سبيل تحرير العراق من الاحتلال الإنكليزي، وفي سبيل القضية الفلسطينية. وبعد أن أُسندت إليه وظيفة التعليم للغة الإنكليزية في الرمادي، وبعد أن مارسها عدة أشهر فُصل منها بسبب ميوله السياسية وأودع السجن. ولمّا رُدّت إليه حريته اتجه نحو العمل الحر ما بين البصرة وبغداد كما عمل في بعض الوظائف الثانوية، وفي سنة 1952 اضطُر إلى مغادرة بلاده والتوّجه إلى إيران فإلى الكويت، وذلك عقب مظاهرات اشترك فيها.

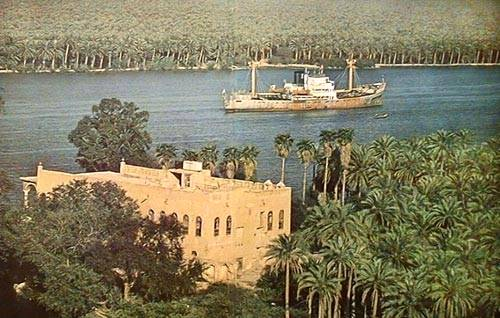
في مدينة أبي الخصيب؛ على ضفاف شط العرب، حيث وُلد السياب.

وفي سنة 1954 عاد الشاعر إلى بغداد ووّزع وقته ما بين العمل الصحافي والوظيفة في مديرية الاستيراد والتصدير.
ولكن الذي يظهر من خلال سيرة السيّاب أنه لم يأنس ولم يتكيّف في المدينة (بغداد) بل ظل يحنّ إلى قريته التي ولد فيها (جيكور)، وقد أشار إلى ذلك الأديب الفلسطيني إحسان عباس حيث قال: « وأما السياب فإنه لم يستطع أن ينسجم مع بغداد لأنها عجزت أن تمحو صورة جيكور أو تطمسها في نفسه (لأسباب متعددة) فالصراع بين جيكور وبغداد، جعل الصدمة مزمنة، حتى حين رجع السياب إلى جيكور ووجدها قد تغيرت لم يستطع أن يحب بغداد أو أن يأنس إلى بيئتها، وظل يحلم أن جيكور لا بد أن تبعث من خلال ذاته»
ونلمح ذلك في قصيدته التي تعبّر عن شدة اشتياقه وحبه لقريته حيث يقول:
| بدر شاكر السياب | آه جيكور، جيكور؟ ما للضحى كالأصيل يسحب النور مثل الجناح الكليل ما لأكواخك المقفرات الكئيبة يحبس الظل فيها نحيبه أين أين الصبايا يوسوسن بين النخيل عن هوى كالتماع النجوم الغريبة؟. أين جيكور؟ جيكور ديوان شعري موعد بين ألواح نعشي وقبري. | بدر شاكر السياب |

وعندما ثار عبد الكريم قاسم على النظام الملكي وأقام في 14 تموز سنة 1958 النظام الجمهوري كان بدر شاكر السياب من المرحبين بالانقلاب والمؤيدين له، وقد انتقل من وظيفته إلى تدريس الإنكليزية، وفي سنة 1959 انتقل من وظيفة التعليم إلى السفارة الباكستانية يعمل فيها؛ وبعدما أعلن انفصاله من الحزب الشيوعي عاد إلى وظيفته في مديرية الاستيراد والتصدير، ثم انتقل إلى البصرة وعمل في مصلحة الموانئ.
في سنة 1962 أُدخل مستشفى الجامعة الأميركية ببيروت للمعالجة من ألم في ظهره، ثم عاد إلى البصرة وظلّ إلى آخر يوم من أيامه يصارع الآلام إلى أن توفي سنة 1964.

## شخصيته

مستشفى السياب في محافظة البصرة افتتح سنة 2023

كان بدر شاكر السياب ضئيلاً، ناحل الجسم، قصير القامة. ذو ملابس فضفاضة وصفه إحسان عباس بقوله: 
| بدر شاكر السياب | غلام ضاوٍ نحيل كأنه قصبة، رُكب رأسه المستدير، كأنه حبة الحنظل، على عنقٍ دقيقة تميل إلى الطول، وعلى جانبي الرأس أُذنان كبيرتان، وتحت الجبهة المستعرضة التي تنزل في تحدّب متدرّج أنف كبير يصرفك عن تأمله أو تأمل العينين الصغيرتين العاديتين على جانبيه فم واسع، تبرز الضبة العليا منه ومن فوقها الشفة بروزاً يجعل انطباق الشفتين فوق صفَّي الأسنان كأنه عمل اقتساري وتنظر مرة أخرى إلى هذا الوجه الحنطي، فتدرك أن هناك اضطراباً في التناسب بين الفك السفلي الذي يقف عند الذقن كأنه بقيّة علامة استفهام مبتورة وبين الوجنتين الناتئتين وكأنهما بدايتان لعلامتي استفهام أُخرَيَيْن قد انزلقتا من موضعيهما الطبيعيَّيْن. | بدر شاكر السياب |

 هذا من الناحية الخَلقيّة. أما من الناحية الخُلقيّة فبدر شاكر السيّاب رجل الحرمان الذي أراد الانتقام لحرمانه من الناس والزمان، فانضوى إلى الشيوعية لا عن عقيدة فلسفية بل عن نقمة اجتماعية، وراح يطلب فيها ما لم يجد في بيئته من طمأنينة حياتية، كما مال إلى الشرب والمجون يطلب فيهما الهرب من مرارة الحياة والذهول عن متاعبها؛ وكان إلى ذلك مفرط الحساسية يشعر بالغربة ولا يجد له في المجتمع مُستَقَراً، وينظر إلى الوجود من خلال غربته النفسيّة ومن خلال فرديّته التي كانت تحول دون اندماجه في المجتمعات التي عاش فيها؛ وقد حاول أن يجد في المرأة ما يزيل من نفسه شبح الغربة فخاب أمله ونقم على المرأة ورأى أنها تقود الرجل إلى الهاوية؛ وكان من أشدّ الناس طموحاً، ومن أشدّهم ميلاً إلى الثورة السياسية والاجتماعية، ولكن تقلُّبات الأحوال والأيّام وصراعات الشعوب والحكّام ملأت نفسه اشمئزازاً، أعانه على ذلك ميل في أعماقه إلى التشاؤم، وعُقد نفسية وأمراض ونكبات زادته نقمةً وحدّةً وهياجاً.
عُرف عن السيّاب حبه الشديد للمطالعة والبحث، وقراءة كل ما يقع بيده من كتب وأبحاث على اختلاف مواضيعها، وقد أشار إلى ذلك صديقه الأستاذ فيصل الياسري حيث يقول: «وكان السياب قارئاً مثابراً فقد قرأ الكثير في الأدب العالمي والثقافة العالميّة، كما أنه قرأ لكبار الشعراء المعاصرين قراءة أصيلة عن طريق اللغة الإنكليزية التي كان يجيدها . وكان يقرأ الكتب الدينية كما يقرأ الكتب اليسارية !!» ويستمر الياسري في وصفه للسياب ليكشف لنا بعضاً من صفاته التي لا يعرفها إلا القليل: « وكذلك السيّاب على ما أذكر لم يكن كثير الكلام، ولكنه كان يفتخر أنه من البصرة؛ المدينة التي أنجبت الأخفش وبشار بن برد والجاحظ وسيبويه والفرزدق وابن المقفع. ..والفراهيدي واضع عروض الشعر !!»

## أدبه
لبدر شاكر السيّاب ديوان في جزءين نشرته دار العودة ببيروت سنة 1971، وجمعت فيه عدة دواوين أو قصائد طويلة صدرت للشاعر في فترات مختلفة: أزهار ذابلة (1947)، وأساطير (1950)، والمومس العمياء (1954)، والأسلحة والأطفال (1955)، وحفّار القبور، وأنشودة المطر (1960)، والمعبد الغريق (1962)، ومنزل الأقنان (1963)، وشناشيل ابنة الجلبي (1964)، وإقبال (1965). ويُذكر للشاعر شعر لم ينشر بعد، وهو ولا شكّ من أخصب الشعراء، ومن أشدّهم فيضاً شعريّاً، وتقصيّاً للتجربة الحياتيّة، ومن أغناهم تعبيراً عن خلجات النفس ونبضات الوجدان.

## مراحل شعر السياب
كان السيّاب شاعراً فذّاً اصطبغ شعره بصبغة الأطوار التي تقلّبت فيها حياته المعاشيّة والاجتماعية والفكريّة. عصَره الألم في شبابه، وشعر بالغربة القاسية وهو في بيت أبيه، كما شعر بها وهو في بيئته؛ ولم يجد قلبه الشديد الحساسيّة مَن يخرجه من أتون آلامه، ولم يجد في طريقه فتاة أحلامه، تلك الفتاة التي يسكب روحه في روحها، فتنتشله من أحلامه وأوهامه، وتُغرقه في عالمٍ من الحنان والرقة؛ ورافق ذلك كله تتبّع فكريّ وعاطفي لحركة الومانطيقية التي شاعت في أوربة والتي ازدهرت في بعض الأقطار العربيّة ولاسيّما لبنان المقيم والمهاجر، فاندفع في تلك الحركة، وراح في قصائده الأولى يداعب شجونه في جوّ من الضبابية اليائسة، وفي انحطام لا يخلو من نبضات ثورية حالمة، وراح يناجي الموت، وينظر إلى مصيرة نظرة اللوعة والإرنان، ويهوي في لجة عالمه المنهار: 
| بدر شاكر السياب | لا تزيديه لوعة فهو يلقاك .... لينسى لديك بعض اكتئابه قربي مقلتيك من قلبي الذاوي .... تري في الشحوب سر انتحابه وانظري في غضونه صرخة اليأس .... وأشباح غابر من شبابه : لهفة تسرق الخطى بين جفنيه .... وحلم يموت في أهدابه | بدر شاكر السياب |

 تلك كانت المرحلة الأولى من مراحل شعر السيّاب؛ أما المرحلة الثانية فهي مرحلة الخروج من الذاتية الفرديّة إلى الذاتية الاجتماعية، وقد انطلق الشاعر، في نزعته الاشتراكية ورومنطيقيّته الحادة، يتحدث عن آلام المجتمع وأوصاب الشعب، ويُهاجم الظلم في أصحابه، ويُصوّره في (حفار القبور) مارداً جشعاً يرقص على جثث الموتى ويتغذى جشعه بأرواحهم ويقول: 
| بدر شاكر السياب | واخيبتاه! ألن أعيش بغير موت الآخرين؟ والطيبات: من الرغيف، إلى النساء، إلى البنين هي منة الموتى عليّ. فكيف أشفق بالأنام!؟ فلتمطرنهم القذائف بالحديد وبالضرام. | بدر شاكر السياب |

وبعد هذه المرحلة نرى السيّاب ينزع نزعة (الواقعية الجديدة) - على حدّ قوله - ويعمل على تحليل المجتمع تحليلاً عميقاً، وعلى تصويره تصويراً واقعيّاً فيه من الحقائق الحياتية ما يستطيع الشاعر ادراكه بنفاذ بصره وقوة انطباعيته. وقد امتاز بدر في هذه الفترة من حياته بنزعته القوميّة العربيّة وذلك بعد تركه للحزب الشيوعيّ، وقد بدأت بوادر ذلك في رسائله التي كان يكتبها لأصدقائه {{اقتباس مضمن|ففي الرسائل المبكرة بين الدكتور سهيل إدريس والسياب أوضح صاحب الآداب للشاعر انه قطع على نفسه العهد «بخدمة المجموعة العربية وأدبها السائر نحو النور»  وكان توجيها للشاعر في الطريق الجديد، ولهذا جاءت الرسائل تحمل نغمة جديدة لم نكن نسمعها مثل: «اننا نؤمن بالإنسانية وبالأمة العربية لا بأشخاص بذاتهم ولا بحزب سياسي بذاته» ومثل: «أن النصر لنا ولأمتنا»، ومن ذلك: «أرجو؟. أن أوفق إلى إرضاء قراء مجلتنا القومية الشريفة» وما أشبه ذلك وراح السيّاب يصوّر واقع بلاده الأليم ويحلم لها بمستقبل تزدهر فيه حرة، متطورة، ينقلب فيها الجهل إلى نور، والجمود إلى حركة، والتزمت إلى انفتاح.
يرى بعض الباحثين إن السياب تأثر بشعراء عرب وأجانب في مراحل تطور تجربته الشعرية وبخاصة في الخمسينيات «في مرحلة الالتزام الماركسي وما تلاها» ناقلاً عن السيّاب قوله إنه يحب البريطانيين وليام شكسبير وجون كيتس. وذكر أن السيّاب كان يقول: «وأكاد أعتبر نفسي متأثراً بعض التأثر بكيتس من ناحية الاهتمام بالصور بحيث يعطيك كل بيت صورة، وبشكسبير من ناحية الاهتمام بالصور التراجيدية العنيفة. وأنا معجب بتوماس إليوت.. متأثر بأسلوبه لا أكثر… ولا تنس دانتي فأنا أكاد أفضّله على كل شاعر.» ويقول هذا الباحث : إن السياب ذكر عام 1956 أن البحتري «أول شاعر تأثر به ثم وقع تحت تأثير الشاعر المصري علي محمود طه (الذي توفي عام 1949) فترة من الزمن وعن طريقه تعرف على آفاق جديدة من الشعر حين قرأ ترجماته للشعراء الإنجليز والفرنسيين.» ويتطرق هذا الناقد إلى تأثر السيّاب بكل من أبي تمام والبريطانية سيتويل وينقل عنه قوله: «حين أراجع إنتاجي الشعري ولا سيّما في مرحلته الأخيرة أجد أثر هذين الشاعرين واضحاً فالطريقة التي أكتب بها أغلب قصائدي الآن هي مزيج من طريقة أبي تمام وطريقة إديث سيتويل». ولطالما أشاد السياب بالشاعر العراقي المعروف محمد مهدي الجواهري (1899-1997) الذي كان يلقب (متنبي العصر) واعتبره «أعظم شاعر» في ختام النهج التفعيلي للشعر العربي.

## السياب في شعره
يقف السيّاب من الشعر الحديث موقف الثائر الذي يعمل على قلب الأوضاع الشعريّة, ونقل الشعر من ذهنية التقليد وتقديس الأنظمة القديمة إلى ذهنية الحياة الجديدة التي تنطق بلغة جيدة، وطريقة جديدة، وتعبّر عن حقائق جديدة. وساعدَ السيّاب في عمله جرأة في طبيعته، وتحرُّك اجتماعيّ وسياسيّ ثوري هز العالم الشرقيّ هزاً عنيفاً، ثم انفتاح على أدب الغرب وأساليب الغرب في التفكير والتعبير. وقد أدخل السيّاب على الشعر العربي ثورته التي قام بها في مجتمعه، فحوّله من نظام العروض الخليلي إلى نظام الحرية، وأخرج الأوزان القديمة من قواعدها المألوفة إلى أوزان أملَتْها عليه معانيه ونبضات وجدانه، وتصرف بالتفاعيل والقوافي وفاقاً للمزاجيّة الشعريّة التي يوحي بها مقتضى الحال، هذا فضلاً عن التيارات الفكرية والتحليلات العميقة التي زخر بها شعره وانساق في مجاريها انسياقاً فُراتيّاً يمتدّ امتداداً حافلاً بالغنى ومتأججاً بتأجّج العاطفة والحياة والخيال التي ينطلق منها.
تروعك في شعر السيّاب تلك الثروة الفكرية، وتلك الغزارة المعنوية، وذلك التلاحق الهائج المائج في تدفّقه الذي يجمع الصّخب إلى التغلغل في طوايا النفس؛ وذلك العصف الفكري والعاطفي المرة ق، ثم تلك الواقعية اللفظية الضارية، والإلحاح على المشهد المثير واللفظة المعبّرة عن الثورة الحياتية المتفجرة، ثم أخيراً تلك الرمزية التصويرية تستعين بالميثولوجيا والإشارات التاريخيّة التي تزيد الكلام حدّةً وبُعد آفاق.
وهكذا فالسيّاب شاعر التحرُّر وشاعر الحياة والعنفوان.
ويمثل شعر بدر أهم الاتجاهات الشعرية التي عرفها عصره، وكانت له حصيلة واسعة من الموروث الشعري الكلاسيكي، بالإضافة إلى ترجماته لمختارات من الشعر العالمي إلى العربية.
بدأ بدر كلاسيكياً، ثم تأثّر برومانسية أبي شبكة من لبنان وبودلير من فرنسا، لكن إضافاته الشعرية وإنجازاته بدأت بشعره الواقعي، ولاسيما قصائد حفّار القبور؛ المومس العمياء؛ الأسلحة والأطفال.
وشعر بدر التّموزي أبدع ما ترك من آثار، لاسيما ديوان أنشودةّ المطّر، ففيه نماذج كثيرة للقصيدة العربية الحديثة، التي توفر فيها شكل فني حديث متميّز، ومضمون اجتماعي هادف في آن واحد، ومن أشهرها أنشودة المطر، ومدينة السندباد؛ والنهر والموت؛ وبروس في بابل؛ وقصيدة المسيح.
وتعد قصيدتاه: أنشودة المطر؛ وغريب على الخليج صوتاً مميزاً في الشعر العربي الحديث، وفيهما يظهر صوته الشعري المصفى وقدرته الإبداعية العميقة. يقول مطلع أنشودة المطر:
| بدر شاكر السياب | عيناك غابتا نخيل ساعة السحر أو شُرْفَتَان راح ينأى عنهما القمر عيناك حين تبسمان تورق الكروم وترقص الأضواء كالأقمار في نهر يَرُجّه المجذّاف وَهْناً ساعةَ السحر وتبلغ القصيدة ذورتها في قوله: أتعلمين أي حزن يبعث المطر وكيف تنشج المزاريب إذا انهمر وكيف يشعر الوحيد فيه بالضياع بلا انتهاء ـ كالدم المراق، كالجياع كالحب، كالأطفال كالموتى ـ هو المطر | بدر شاكر السياب |

وأما غريب على الخليج التي تصور معاناة السياب الحقيقية مع المرض، ويرجّح أنها آخر ماكتبه من شعر، فتشف عن رؤية تمور بشوق عارم لوطنه العراق وخشيته الموت بعيداً عن أرض هذا الوطن، وهي مثال لشعر الاغتراب في الأدب العربي. يقول في مقطع منها:
| بدر شاكر السياب | ليت السفائن لاتقاضي راكبيها عن سفار أو ليت أن الأرض كالأفق العريض بِلا بِحَار مازلت أحسب يانقود، أعدكن وأستزيد مازلت أنقص، يانقود، بكن من مدد اغترابي مازلت أوقد بالتماعتكن نافذتي وبابي في الضفة الأخرى هناك فحدثيني يانقود متى أعود، متى أعود واحسرتاه… فلن أعود إلى العراق. | بدر شاكر السياب |

وشعر السياب فيه جزالة وصحة في التراكيب ومحافظة على الوزن، فهو مع ريادته للتجديد في الشكل لم يترك الوزن الشعري أو يتحرر من القافية: وكان ذلك من أسباب فحولته بين الشعراء المحدثين.

## ريادة الشعر الحر
قام بعض رواد الشعر في العراق ومنهم السيّاب بمحاولات جادّة للتخلص من رتابة القافية في الشعر العربي، فقد تأثر السيّاب بالشعر الإنجليزي ويشاركه بذلك البياتي ونازك الملائكة، وأرادوا نقل تلك الحرية التي شاهدوها في الشعر الأجنبي إلى الشعر العربي، وفي الواقع كانت هناك محاولات قبل هؤلاء الثلاثة للتغيير ولكنها كانت مجرد استطراف، وأما هؤلاء الثلاثة فقد كانت محاولاتهم جادّة وتتخذ من هذا التغيير مذهباً تدافع عنه وتنافح من أجله، « وإنما الذي يميّز هذه الحركة عن كل ما سبقها أن اعتمادها للشكل الشعري الجديد أصبح مذهباً لا استطرافاً، وأن إيمانها بقيمة هذا التحول كان شمولياً لا محدوداً، وأن أفرادها في حماستهم لهذا الكشف الجديد رأوا وما زالوا يرون - عدا استثناءات قليلة - أن هذا الشكل يصلح دون ما عداه وعاء لجمع التجربة الإنسانية إذا أريد التعبير عنها بالشعر.» إلا أنه وقع كلام بين الباحثين في تحديد الرائد الأول للشعر الحديث، فالمعروف أن هناك نزاع بين السيّاب ونازك الملائكة على الريادة،

## ترجماته
كان السيّاب يجيد اللغة الإنجليزية ولذا ساهم مساهمة فعّالة في ترجمة الكثير من الأعمال العالمية لأدباء العالم، وممن ترجم لهم السيّاب الإسباني فدريكو جارسيا لوركا والأمريكي عزرا باوند والهندي طاغور والتركي ناظم حكمت والإيطالي أرتورو جيوفاني والبريطانيان ت. س. إليوت وإديث سيتويل ومن تشيلي بابلو نيرودا.
وقد أصدر السيّاب مجموعة ترجماته لأول مرة عام 1955 في كتاب أسماه: (قصائد مختارة من الشعر العالمي الحديث).
وهذا نموذج من ترجماته، ففى ترجمته الرائعة لقصيدة «الوطن» من للشاعرة البلجيكية إميلى كامير يقول السياب: «إنه صوت بذاتهِ: صوت جرس في برج بعيد، وهو ضوء الشمس على الغبراء بين الشجر، أو غبّ ديمة من المطر، وهو سقف بذاته، تحت سماء بالذات، وأريج ممشى في شاعر بالذات، وحدورٍ تجثو لديه مزرعةٌ، وإحساسك بالعشب تحت الأقدام، وأريج ممشى في شارع بالذات، ونظرة خاطفة، واهتزاز يد بيضاء: شيء من الماضي، يعيا على الفهم من سرعته، هو ما تُحسّ به وتعجز أن تقول، حتى إذا غنّيت، وخير ما يقال فيه: إنه كلّ هذه الأشياء، هو ما تذوق وما تراه، هو ما تتنفس وتسمع، التبغ والجبنة والرغيف، وأوراق شجر زاهية، وزفيف ريح، والمشاهد المألوفة والأصوات، ومائدة في لقاء: هو ما تُحسّ وتعجز أن تقول، حتى إذا غنيت، وخير ما يقال فيه إنه كل هذه الأشياء. هو غبطة البدن ونعماه وخفق القلب للأطفال، تحملهم على الصدور، وهو رائحة الطريق، وهو طعم الأغنية، هو الحلم، وتباريح الثواء».

## وفاته
وفي سنة 1961 بدأت صحة السياب بالتدهور حيث بدأ يشعر بثقل في الحركة وأخذ الألم يزداد في أسفل ظهره، ثم ظهرت بعد ذلك حالة الضمور في جسده وقدميه و تم تشحيصه بمرض التصلب الجانبي الضموري، وظل يتنقل بين بغداد وبيروت وباريس ولندن للعلاج دون فائدة.
أخيراً ذهب إلى الكويت لتلقي العلاج في المستشفى الأميري في دولة الكويت حيث قامت هذه المستشفى برعايته وأنفقت عليه خلال مدة علاجه. فتوفي بالمستشفى هناك في 24 كانون الأول عام 1964 عن 38 عاماً ونُقل جثمانه إلى البصرة وعاد إلى قرية (جيكور) في يوم من أيام الشتاء الباردة الممطرة. وقد شيّعه عدد قليل من أهله وأبناء محلته، ودفن في مقبرة الحسن البصري في الزبير .

## أعماله الأدبية

### الكتب الشعرية
1.أزهار ذابلة- مطبعة الكرنك بالفجالة- القاهرة- ط ا- 1947
2.أساطـير- منشورات دار البيان- مطبعـة الغرى الحديثـة- النجف- ط 1-
3.حفار القبور- مطبعة الزهراء- بغداد- ط ا- 1952
4.المومس العمياء- مطبعة دار المعرفة- بغداد- ط 1- 1954
5.الأسلحة والأطفال- مطبعة الرابطة- بغداد- ط ا- 1954
6.أنشودة المطر- دار مجلة شعر- بيروت- ط 1- 1960
7.المعبد الغريق- دار العلم للملايين- بيروت- ط ا- 1962
8.منزل الأقنان- دار العلم للملايين- بيروت- ط ا- 1963
9.أزهار وأساطير- دار مكتبة الحياة- بيروت- ث ا- د. ت
10.شناشيل ابنة الجلبي- دار الطليعة- بيروت- ط ا- 1964
11.إقبال- دار الطليعة- بيروت- ط ا- 1965
12.إقبال وشناشيل ابنة الجلبي- دار الطليعة- بيروت- ط ا- 1965.
13.قيثارة الريح- وزارة الأعلام العراقية- بغداد- ط ا- 1971
14.أعاصير - وزارة الأعلام العراقية - بغداد- ط ا- 1972
15.الهدايا - دار العودة بالاشتراك مع دار الكتاب العربي- بيروت- ط ا- 1974
16.البواكير - دار العودة بالاشتراك مع دار الكتاب العربـي- بـيروت- ط ا- 1974
17.فجر السلام - دار العودة بالاشتراك مع دار الكتاب العربي- بيروت- ط ا- 1974
18. نسق التلازم بين السياب والنائب - بالاشتراك مع صديقه الشاعر عبداللطيف النائب

### الترجمات الشعرية
- عيون إلزا أو الحب والحرب: عن أراغون- مطبعة السلام- بغداد- بدون تاريخ.
- قصائد عن العصر الذري: عن ايدث ستويل- دون مكان للنشر ودون تاريخ.
- قصائد مختارة من الشعر العالمي الحديث: دون مكان للنشر ودون تاريخ.
- قصائد من ناظم حكمت: مجلة العالم العربي، بغداد – 1951.

### الأعمال النثرية
الالتزام واللاالتزام في الأدب العربي الحديث: محاضرة ألقيت في روما ونشرت في كتاب الأدب العربي المعاصر، منشورات أضواء، بدون مكان للنشر ودون تاريخ لها.

### الترجمات النثرية
- ثلاثة قرون من الأدب: مجموعة مؤلفين، دار مكتبة الحياة- بيروت- جزآن، الأول بدون تاريخ، والثاني 1966.
- الشاعر والمخترع والكولونيل: مسرحية من فصل واحد لبيتر أوستينوف، جريدة الأسبوع- بغداد- العدد 23- 1953.